# Philanthaxia iris
Philanthaxia iris es una especie de insecto coleóptero de la familia Buprestidae.
P. iris hembra mide 9,5–12,0 mm y el macho 6,7 mm.

## Distribución geográfica
Es endémico de Java (Indonesia).